# National Bureau of Economic Research

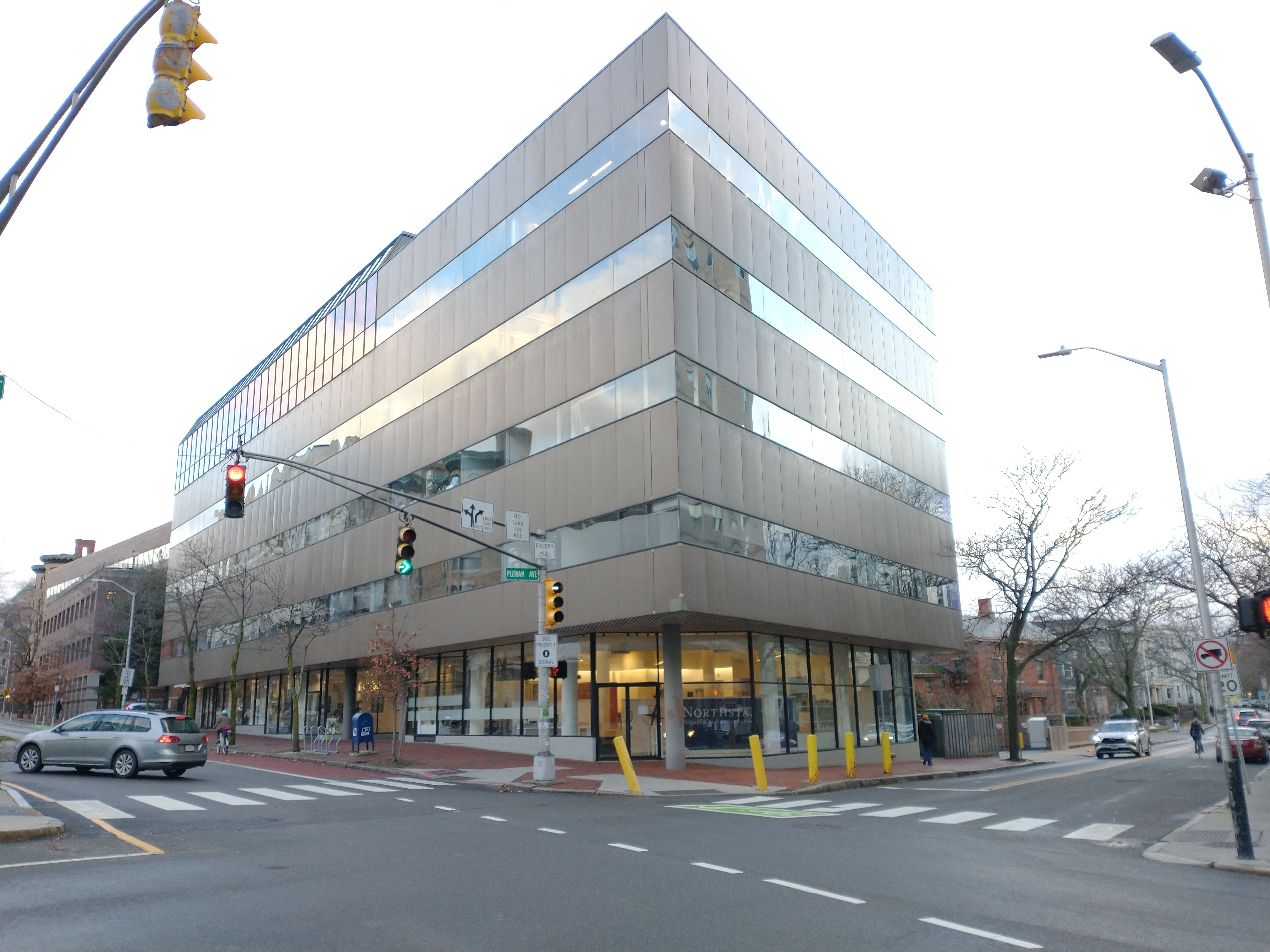
Budynek w Cambridge w stanie Massachusetts, w którym mieści się główna siedziba National Bureau of Economic Research (2022)

National Bureau of Economic Research (NBER) – działająca w Stanach Zjednoczonych prywatna organizacja typu non-profit zajmująca się badaniami w dziedzinie ekonomii, skupiając się zwłaszcza na ekonomii Stanów Zjednoczonych. Organizacja kładzie duży nacisk na badania empiryczne. NBER jest zlokalizowany w Cambridge w Massachusetts z biurami w Palo Alto w Kalifornii i Nowym Jorku.

## Historia
NBER została założona w 1920 roku. Jednym z fundatorów i pierwszym szefem badań był Wesley Clair Mitchell. Dla tej instytucji pracował również Simon Kuznets, kiedy został poproszony o stworzenie systemu narodowej księgowości w 1930 roku, co uznaje się za początek pomiarów PKB i innych związanych z nim wskaźników aktywności ekonomicznej. Ze względu na działalność związaną z rachunkowością narodową i cyklem koniunkturalnym NBER jest znany z podawania dat początku i zakończenia recesji w Stanach Zjednoczonych.
NBER jest największą ekonomiczną organizacją badawczą w Stanach Zjednoczonych. Większość amerykańskich laureatów Nagrody Nobla w dziedzinie Ekonomii było związanych z tą instytucją.

## Znaczniki recesji
NBER używa szerszej od powszechnie przyjętej definicji recesji. Wedle zwykłej definicji, recesja występuje, gdy mamy do czynienia z dwoma kolejnymi kwartałami spadku realnego produktu krajowego brutto (PKB). Z kolei NBER definiuje recesję jako „znaczący spadek aktywności gospodarczej, trwający dłużej niż kilka miesięcy, widoczny w realnym PKB, realnym dochodzie, zatrudnieniu, produkcji przemysłowej i sprzedaży detalicznej”. Data rozpoczęcia recesji wyznaczana jest na podstawie wyznaczenia początku spadku PKB aż do pierwszego znaczącego odbicia. Czas pomiędzy tymi dwoma momentami nazywany jest recesją. Okres wzrostu definiowany jest analogicznie.

## Członkowie

### Laureaci Nagrody Nobla
- Claudia Goldin, 2023
- Ben Bernanke, 2022
- Joshua Angrist, 2021
- David Card, 2021
- Guido Imbens, 2021
- Abhijit Banerjee, 2019
- Esther Duflo, 2019
- Michael Kremer, 2019
- William Nordhaus, 2018
- Paul Romer, 2018
- Richard Thaler, 2017
- Oliver Hart, 2016
- Bengt Holmström, 2016
- Angus Deaton, 2015
- Lars Peter Hansen, 2013
- Robert J. Shiller, 2013
- Alvin E. Roth, 2012
- Thomas Sargent, 2011
- Christopher Sims, 2011
- Peter Diamond, 2010
- Dale Mortensen, 2010
- Paul Krugman, 2008
- Finn E. Kydland, 2004
- Edward C. Prescott, 2004
- Robert Engle, 2003
- George A. Akerlof, 2001
- Joseph E. Stiglitz, 2001
- James Heckman, 2000
- Daniel McFadden, 2000
- Robert C. Merton, 1997
- Myron Scholes, 1997
- Robert Lucas Jr., 1995
- Robert Fogel, 1993
- Gary Becker, 1992
- George Stigler, 1982
- Theodore Schultz, 1979
- Milton Friedman, 1976
- Wassily Leontief, 1973
- Simon Kuznets, 1971

### Inni
- Daron Acemoğlu
- Alberto Alesina(inne języki)
- Susan Athey
- Robert Barro
- Olivier Blanchard
- Aaron Edlin(inne języki)
- John Lipsky
- Francis Longstaff(inne języki)
- Alan Marcus(inne języki)
- James A. Robinson
- Richard N. Rosett(inne języki)
- Anna Schwartz(inne języki)
- Eduardo Schwartz(inne języki)
- Andrei Shleifer(inne języki)
- Richard Zeckhauser(inne języki)